# Сапунов, Геннадий Андреевич
Геннадий Андреевич Сапунов (5 декабря 1938, Муйский район, Бурятия — 30 августа 2023, Москва) — советский борец классического стиля, чемпион и призёр чемпионатов СССР, чемпион Европы и мира, Заслуженный мастер спорта СССР (1965), Заслуженный тренер СССР (1972), России и Белоруссии (2011).

## Биография
Родился на прииске «Каралон» Муйского района Бурятии. Член сборной команды СССР в 1962—1969 годах. В 1969 году оставил большой спорт.
С 1970 года тренер сборной команды СССР, с 1979 года — старший тренер. С 1979 года его воспитанники 49 раз становились чемпионами Европы, 40 раз выигрывали чемпионаты мира, 9 — Олимпийские игры.
В 1990 года уехал из Советского Союза. Возглавлял сборные Турции, Греции, Польши. На летних Олимпийских играх 2000 года в Сиднее представлял Казахстан. С 2001 по 2006 год работал со сборной России. Главный тренер сборной Белоруссии. За 36 лет тренерской работы подготовил 20 олимпийских чемпионов и 50 чемпионов мира. В свободное время писал стихи.
Награждён медалью «За трудовую доблесть» (1976), орденами «Знак Почёта» (1980), Дружбы народов (1985) и Почёта (1989).
Умер 30 августа 2023 года в Москве. Похоронен на Востряковском кладбище.

## Спортивные результаты
- Чемпионат СССР по классической борьбе 1962 года — 4 место;
- Международный турнир в Будапеште 1962 года — ;
- Классическая борьба на летней Спартакиаде народов СССР 1963 года — ;
- Чемпионат СССР по классической борьбе 1964 года — 6 место;
- Гран-при Ивана Поддубного 1964 года — ;
- Классическая борьба на летней Спартакиаде народов СССР 1967 года — 5 место;
- Предолимпийский турнир в Мехико 1967 года — ;
- Чемпионат СССР по классической борьбе 1968 года — ;
- Летние Олимпийские игры 1968 года — 6 место.